# Фрай, Александр Мориц

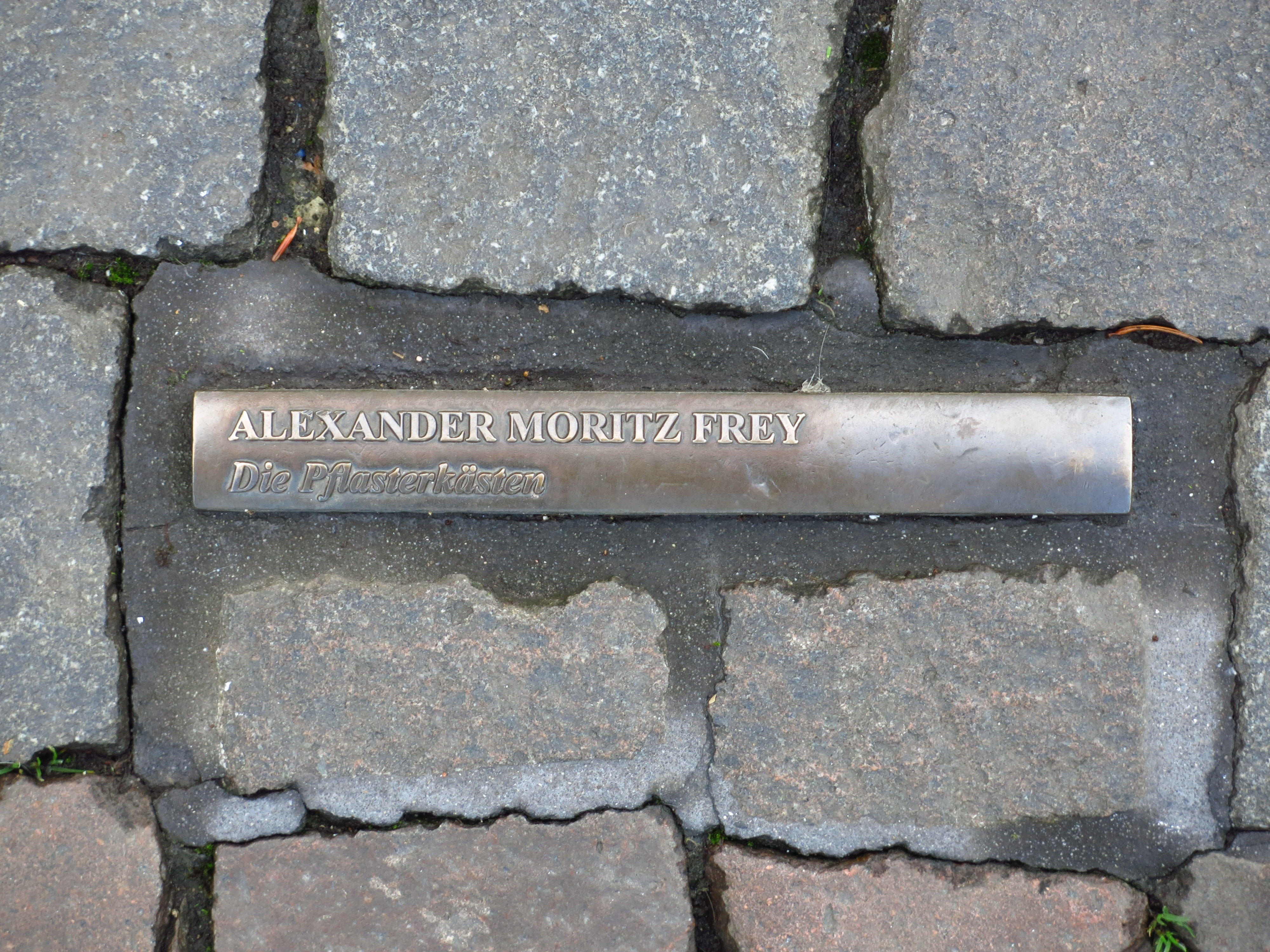
Табличка с именем Фрая и названием его сожженной книги. Часть мемориала на боннской площади Маркт, посвященного сожжению книг

Александр Мориц Август Теодор Фрай (нем. Alexander Moritz August Theodor Frey; 29 марта 1881, Мюнхен, Германия, — 24 января 1957, Цюрих, Швейцария) — немецкий писатель, важный представитель немецкой литературной фантастики. Писал и публиковался в основном как «А. М. Фрай», а также под псевдонимом «Александр Функ» (нем. Alexander Funk).

## Биография
Фрай вырос в Мюнхене и Мангейме. Он изучал юриспруденцию в Гейдельберге и Фрайбурге, но обучения не закончил. В 1907 году вернулся в Мюнхен, где начал писать и подружился с Томасом Манном. В 1913 году был опубликован его получивший признание критиков сборник рассказов «Темные ходы» (нем. Dunkle Gänge), за которым в 1914 году последовал его первый роман «Зольнеман-невидимка» (нем. Solneman der Unsichtbare).
В 1915 году Фрай был призван на военную службу и отправлен санинструктором на Западный фронт. Впоследствии он неоднократно обрабатывал в своих произведениях опыт войны, сформировавший из него убежденного пацифиста.
В полку Фрай познакомился с ефрейтором Адольфом Гитлером, который пытался склонить его к своим идеям и воспользоваться писательским талантом Фрая. В своих воспоминаниях Фрай описывает, как он, брезгуя поведением Гитлера, держался на расстоянии. Даже после войны Гитлер несколько раз напрямую спрашивал, не желает ли Фрай, как старый товарищ по оружию, участвовать в новом движении. Но Фрай отказывался снова и снова.
15 марта 1933 года Фрай был в гостях у своего друга Альфреда Ноймана в Бранненбурге; здесь он узнал от своей экономки, что штурмовики вломились в квартиру Фрая, чтобы арестовать его, и разгромили обстановку. В ту же ночь Нойман переправил его в багажнике своей машины через австрийскую границу. Первоначально Фрай поселился в Зальцбурге, впечатления от которого вылились в роман «Ад и рай» (нем. Hölle und Himmel), вышедший в 1945 году.
10 мая 1933 года во время сожжения книг в Германии были сожжены и произведения Фрая. В том же году он получил премию за лучшую новеллу от амстердамского эмигрантского журнала Die Sammlung.
С 1936 года у Фрая происходили серьёзные столкновения с австрийской иммиграционной полицией, на которую всё больше влияла нацистская Германия, так что в 1938 году Фраю пришлось бежать в Швейцарию, где, однако, ему поначалу официально запретили писать. Он жил в Базеле и какое-то время также в Цюрихе, писал для журналов Maß und Wert, Merkur и Atlantis, а также для газет National-Zeitung (Базель), Neue Zürcher Zeitung и Tages-Anzeiger (Цюрих). В 1957 году он умер от инсульта, забытый и обнищавший. На смертном одре Швейцария предоставила ему гражданство, в котором отказывала долгие годы как недостаточно ассимилировавшемуся.

## Избранные произведения

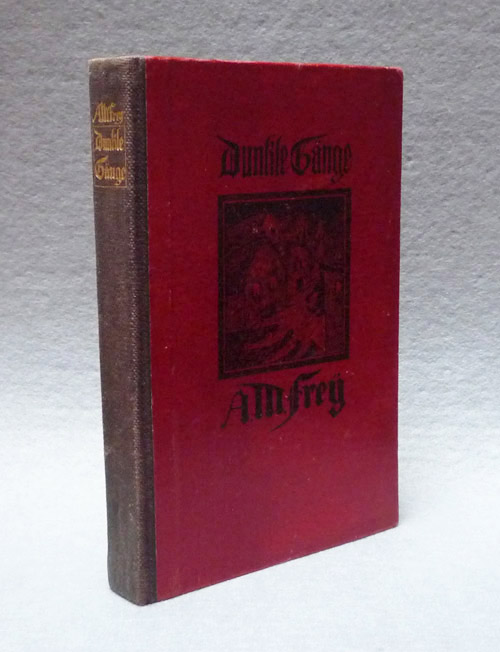
Первое издание «Темных ходов» 1913 года

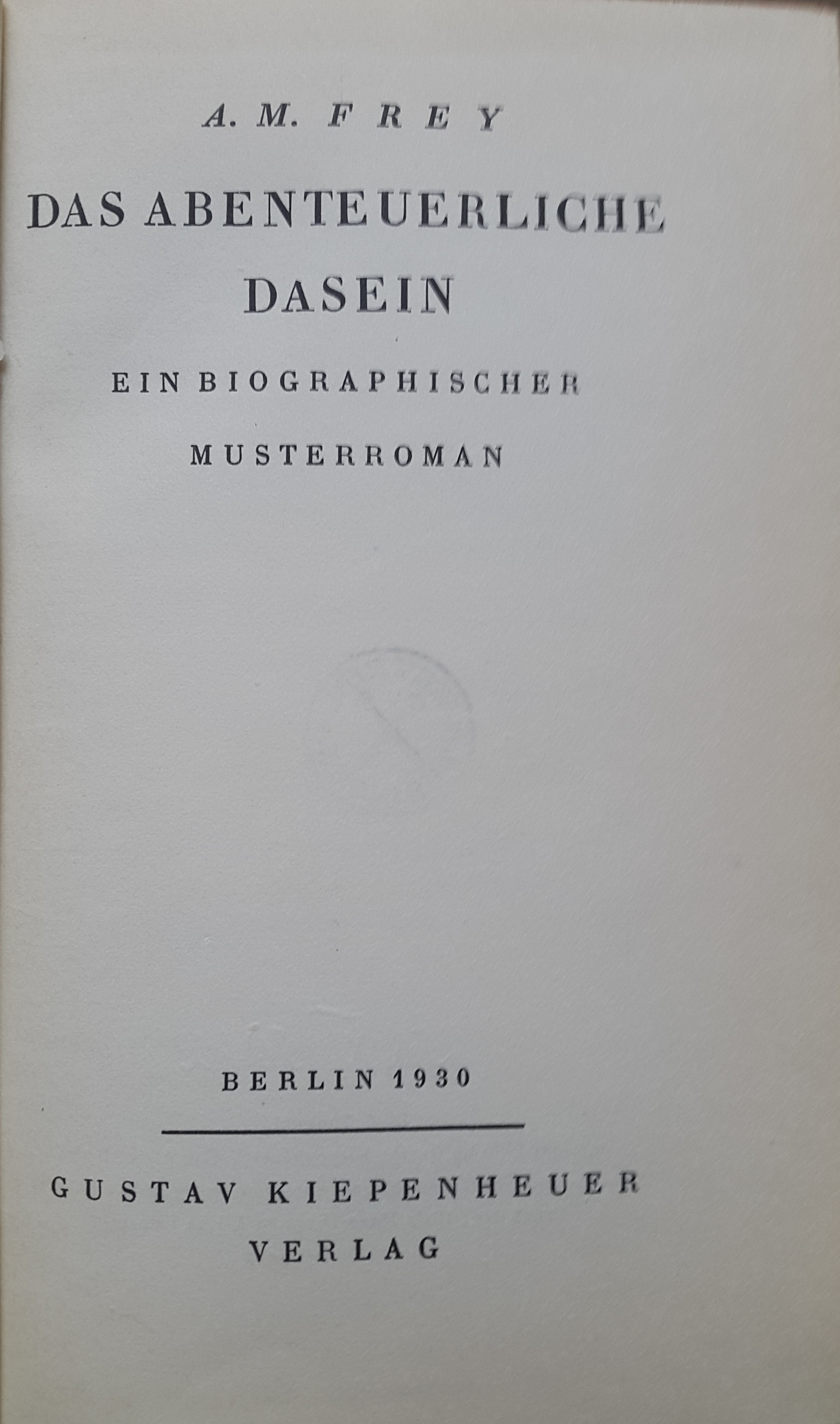
Первое издание «Авантюрного существования» 1930 года

- Dunkle Gänge. Zwölf Geschichten aus Nacht und Schatten. — München: Delphin-Verlag, 1913.
- Solneman der Unsichtbare. — München: Delphin-Verlag, 1914.
- Kastan und die Dirnen. — München: Delphin-Verlag, 1918.
- Der Mörder ohne die Tat und andere Erzählungen. — München: Delphin-Verlag, 1918.
- Spuk des Alltags. Elf Geschichten aus Traum und Trubel. — München: Delphin-Verlag, 1920.
- Sprünge. Dreizehn Grotesken. — Stuttgart: Wagner, 1922.
- Der unheimliche Abend. — München: Wolff, 1923.
- Phantastische Orgie. — Ludwigsburg: Chronos-Verlag, 1924.
- Robinsonade zu Zwölft. — München: Drei Masken Verlag, 1925.
- Phantome. Seltsame Geschichten. — München: Haus Lhotzky Verlag, 1925.
- Viel Lärm um Liebe. — München: Drei Masken-Verlag, 1926.
- Außenseiter. Zwölf seltsame Geschichten. — München: Drei Masken-Verlag, 1927.
- Gelichter und Gelächter. Erzählungen. — Göttingen: Häntzschel, 1928.
- Die Pflasterkästen. Ein Feldsanitätsroman. — Berlin: Kiepenheuer, 1929.
- Das abenteuerliche Dasein. Ein biographischer Musterroman. — Berlin: Kiepenheuer, 1930.
- Der Mensch. — Amsterdam: Querido, 1940.
- Birl, die kühne Katze. — Basel: Burg-Verlag, 1945.
- Hölle und Himmel. — Zürich: Steinberg-Verlag, 1945.
- Hotel Aquarium. — Zürich: Steinberg-Verlag, 1946.
- Kleine Menagerie. — Wiesbaden: Limes Verlag, 1955.
- Verteufeltes Theater. — Wiesbaden: Limes Verlag, 1957.